# 조지프 배럴

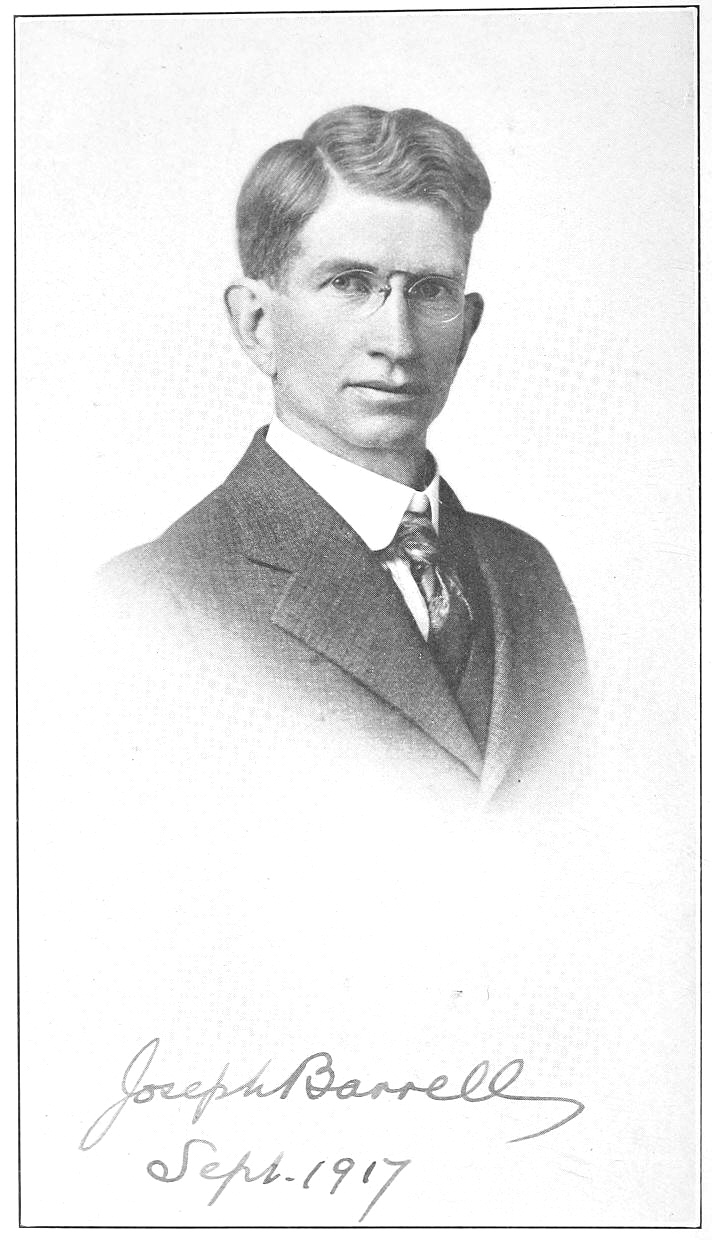

조지프 배럴(Joseph Barrell, 1869년 12월 15일 ~ 1919년 5월 4일)은 미국의 지질학자이다.
대부분의 퇴적암이 바다에서만 이루어진 것이 아니라는 점을 분명히 밝힌 지질학자이다. 암석권과 연약권이라는 이름을 처음으로 사용하였고, 방사성 동위원소를 이용하여 암석이나 지층의 연령의 추정이 가능하다는 사실을 주장하였다.